# Prole

No contexto do romance chamado 1984, escrito por George Orwell, o termo prole é utilizado para designar um indivíduo da classe proletária. A expressão é comumente utilizada de forma pejorativa para designar pessoas de baixo nível cultural, geralmente, assalariadas e com baixos rendimentos.

## Em1984
Em 1984, Orwell descreve a sociedade da Oceania como divididos em três classes distintas: Partido Interno, Partido Externo e proles. A prole constitui 85% da população; eles recebem pouca educação, trabalham no trabalho manual, vivem na pobreza (embora tenham privacidade e anonimato, qualitativamente melhores que os membros do Partido Externo) e geralmente morrem aos 60 anos de idade.
Como dizia o slogan do Partido: "Proles e animais são livres".
- Parte 1, Capítulo 7
Os membros do Partido Interno e Externo estão sob constante vigilância das teletelas em particular e público; em contrapartida, os quartos da prole geralmente não possuem teletelas, pois o partido não se importa em observá-los. Proles que desejam teletelas podem comprá-los, embora sejam caros. Suas funções são simples: trabalho e procriação. Eles são descritos como um pouco preocupante sobre qualquer coisa, exceto casa e família, brigas vizinhas, filmes, futebol, cerveja, bilhetes de loteria e outras formas de pão e circo.
Não são obrigados a expressar apoio para o Partido além do fervor patriótico ocasional; O Partido cria entretenimento sem sentido, músicas, romances e até pornografia para a proles, todos escritos por máquinas. Julia é uma mecânica que cuida das novas máquinas de escrita em Pornosec. A Prole não usa uniformes, pode usar cosméticos, tem uma economia de mercado interna relativamente livre, e até mesmo é permitida a religião se tiver interesse nela. A prole também tem vidas sexuais liberais, ininterruptas pelo Partido, e a Prole é desfrutado pelo divórcio e a prostituição. Apesar dessas liberdades pessoais, a Polícia do Pensamento prepara agentes entre a prole para espalhar rumores falsos e eliminar qualquer pessoa considerada capaz de causar problemas. Os quartéis da Prole consistem em casas, lojas e pubs vitorianos degradados. Embora o comércio entre membros do Partido Externo e a prole seja nominalmente proibido, todos os membros do Partido participam, já que as lojas de prole são muitas vezes a única fonte para algumas necessidades menores (o romance menciona cadarços e lâminas de barbear como exemplos).
De um certo ponto de vista, A Prole é considerada como os "verdadeiros" indivíduos livres do Estado, pois são ininterruptos pela propaganda do Partido ou sua vigilância, mantidos em cheque por certos prazeres para manter seu comportamento dócil em vez do medo de serem eliminados. Eles também mantêm o inglês tradicional, ao contrário dos membros do Partido que usam a Novilíngua; o Partido não se preocupa em elaborar um novo idioma para eles, desde que não utilizem palavras que sejam consideradas proibidas pela Novilíngua.

### A esperança da revolução
Os conflitos internos do protagonista Winston Smith formam um tema recorrente na novela: sua esperança de um possível levantamento pela prole; e sua compreensão de que eles, ou poderiam, não. Nas palavras de Winston, "a prole permaneceu humana", ou seja, eles preservaram a essência da vida: emoções humanas, que os membros do Partido devem evitar; bem como a língua inglesa. Esta visão é desafiada por O'Brien, que afirma que os proles nunca se rebelariam porque não têm necessidade de fazê-lo, desde que sejam mantidos bem alimentados e distraídos. O romance alude à falta de vontade ou incapacidade da prole de se organizar politicamente, observando que qualquer indivíduo da prole suspeito de pensamento independente é simplesmente marcado pela Polícia do Pensamento para ser morto, diminuindo ainda mais a possibilidade de revolução. Nenhum dos personagens sugere que o Partido possa colapsar internamente, devido ao controle absoluto que exerce sobre as vidas e emoções de seus membros.